# Castel Sant'Angelo, Rieti
Castel Sant'Angelo là một đô thị ở tỉnh Rieti trong vùng Lazio, có khoảng cách khoảng 70 km về phía đông bắc của Roma và cách khoảng 12 km về phía đông của Rieti. Tại thời điểm ngày 31 tháng 12 năm 2004, đô thị này có dân số 1.249 người và diện tích là 31,3 km².
Castel Sant'Angelo giáp các đô thị: Borgo Velino, Cittaducale, Micigliano, Rieti.